# Chlorogomphus manau
Chlorogomphus manau là loài chuồn chuồn trong họ Chlorogomphidae. Loài này được Dow & Ngiam mô tả khoa học đầu tiên năm 2011.